# 38640 Rau
38640 Rau è un asteroide della fascia principale. Scoperto nel 2000, presenta un'orbita caratterizzata da un semiasse maggiore pari a 2,200626 UA e da un'eccentricità di 0,074562, inclinata di 3,263661° rispetto all'eclittica.